# 카롤 시비데르스키
카롤 그제고시 시비데르스키(폴란드어: Karol Grzegorz Świderski, 1997년 1월 23일 ~ )는 폴란드의 축구 선수로, 현재 그리스 수페르리가 엘라다의 파나티나이코스에서 스트라이커로 뛰고 있다.